# Phyllocnema gueinzii
Phyllocnema gueinzii là một loài bọ cánh cứng trong họ Cerambycidae.